# Perpheres perpheres
Perpheres perpheres is een vlinder uit de familie van de Lycaenidae. De wetenschappelijke naam van de soort is voor het eerst gepubliceerd in 1893 door Hamilton Herbert Druce en George Thomas Bethune-Baker.
De soort komt voor in Nieuw-Guinea.